# Усов, Леонтий Андреевич
Лео́нтий Андре́евич У́сов (род. 10 января 1948 года, село Шангас Пинежского района Архангельской области) — российский скульптор, Заслуженный художник России (2009). Народный художник России (2023).

## Биография
Леонтий Усов родился в семье начальника лесопункта седьмым из восьми детей.

## Творчество
Работал в театрах Ачинска, Брянска, Горно-Алтайска, Калинина, Йошкар-Олы, с 1987 по 1998 год — в Томском театре юного зрителя. 
Леонтий Усов занимается скульптурой, в основном из кедра. Свою первую работу он создал в 1972 году, а сейчас у него уже более 700 работ.
Среди скульптурных портретов Наполеон, Кутузов, Ломоносов, Пушкин, Лермонтов, Грибоедов, Чехов, Толстой, Гоголь, Шекспир, Горький, Маяковский, Пастернак, Бродский, художники — Леонардо, Дали, Веласкес, композиторы — Бах, Бетховен и Моцарт, ведущие актеры Голливуда (Ф. Астер, Б. Уиллис, Р. де Ниро, Аль Пачино, Н. Кейдж, Морган Фриман, Дж. Николсон, Марлон Брандо, Шон Пен, Дастин Хофман) — наш ответ Аллее славы Голливуда, портреты современных артистов и рок-музыкантов — Ширвиндта, Галибина, Дурова, Скляра (портрет «Рок жив»), Троицкого (портрет «Поминки по русскому року») и Гребенщикова (портрет «Рок уже умер, я ещё нет»), тренера ФК «Томь» Непомнящего. В планах — Вупи Голдберг.
Для многих приезжающих в Томск российских и иностранных делегации Леонтий Усов проводит экскурсии в своей мастерской. Среди гостей его мастерской: Евгений Евтушенко, Михаил Горбачёв, Лев Дуров, звёзды музыки, театра и кино.
Работы Леонтия Усова находятся во множестве музеев и частных коллекций в России (Путина, Горбачева, Лужкова, Немцова, Тулеева, Ширвиндта) и в других странах.
Работы Усова отличаются яркой самобытностью, так самой характерной деталью скульптуры Шекспира стала трещина в голове писателя. Как говорит сам автор, трещина символизирует знаменитый шекспировский вопрос: «Быть или не быть?» Одна из самых известных и вызывающих неоднозначную реакцию работ Усова — памятник Чехову с надписью по пьедесталу: «Антон Павлович в Томске глазами пьяного мужика, лежащего в канаве и не читавшего „Каштанку“», установленный в Томске на Набережной реки Томи.
Своим программным творением Усов назвал скульптуру сибирского валенка, как иногда называют жителей Сибири: «Я, например, горжусь, что я сибирский валенок, потому что мы крепкие и простые, и нас ничем не возьмешь»
Автор идеи скульптуры «Дерево Добра» в Кулагинском сквере Томска. Отлитую в бронзе скульптуру «Зерно истины» планировалось поставить как памятник рядом с Томским политехническим институтом. Работа «Путь наверх» также получила «прописку» возле главного корпуса вуза, скульптура оказалась особенно символичной для ТПУ — она олицетворяет собой Останкинскую башню, которую спроектировал выпускник ТПИ инженер и архитектор Николай Никитин. Усову принадлежит памятник рудокопу и рудознатцу Федору Еремееву в аллее геологов перед учебным корпусом Института геологии и нефтегазового дела ТПУ.
Экспонаты «Клистир» и «Любитель абсента» вблизи ТПУ могут стать отличным средством в плане критики нерадивых студентов.
Автор памятника футбольному болельщику. Бронзовая скульптура установлена на трибунах томского стадиона «Труд».
А в городе Мариинске установлен памятник императрице Марии Александровне работы Усова.
Основал Гильдию томских художников. Создатель (вместе с журналистом Виктором Ниловым) театра Томский МХАТ (Махонький Художественный Асимметричный Театр). Председатель жюри фестиваля-конкурса «Праздник Топора», фестиваля ледовых скульптур. Активно участвует в организации выставок картин в Томске и в других городах, работает со школьниками. Часто участвует в мероприятиях для детей.

### Политическая позиция
В 2014 году подписал Коллективное обращение деятелей культуры Российской Федерации в поддержку политики президента РФ В. В. Путина на Украине и в Крыму.

## Семья
Вдовец, имеет двоих детей (сын Андрей Усов — известный томский спортивный журналист. Дочь Анастасия Усова — художник).